# 요화 어을우동
《요화 어을우동》은 한국에서 제작된 김기현 감독의 1987년 멜로/로맨스, 드라마 영화이다. 김문희 등이 주연으로 출연하였고 정도환 등이 제작에 참여하였다.

## 출연

### 주연
- 김문희
- 박근형
- 국정환
- 김명희
- 윤양하

### 조연
- 한은진
- 이강수
- 여정건
- 오영화
- 심상천
- 이해룡
- 최재호
- 이석구
- 나갑성
- 홍성룡
- 권성영
- 박용호
- 서은아
- 유경애
- 박인순

## 기타
- 원작자: 이원수
- 제작부장: 조사준
- 제작부장: 김민규
- 조명: 장기종
- 스틸: 홍기영
- 조연출: 김승호
- 조연출: 장경철
- 녹음: 손인호
- 녹음: 한양녹음실
- 미술: 이명수
- 특수효과: 김철석
- 분장: 이경려
- 의상: 이해윤
- 소품: 이태우
- 효과: 이재희